# 公務員事務部長
公務員事務部長（英語：Minister for the Civil Service）是英國政府的官職之一，由首相兼任。該職位由前首相哈羅德·威爾遜於1968年11月1日設立。
此部長負責管理英國公務員隊伍（His Majesty’s Civil Service）的規章制度，主要協助政府制定和執行相關政策。

## 職責
鑑於首相對公務員體系擁有主要權限，按照憲制慣例該職務通常由首相擔任。
1968年，當時涉及公務員的薪酬及管理職責由財政部移交至新成立的公務員事務部。1981年，時任首相戴卓爾夫人向下議院宣布解散公務員事務部。
根據《1992年公務員（管理職能）法令》，部長可將其權力授予其他官方大臣或機構（例如蘇格蘭政府）。2008年，時任首相白高敦任命華德信負責數碼參與及公務員事務。現任首相施紀賢則將與公務員相關的職責授予蘭開斯特公爵領地事務大臣麥法德及內閣事務部部長佟世民。
根據《1995年職能轉移令》（The Transfer of Functions (Treasury and Minister for the Civil Service) Order 1995），有關職能於1995年4月1日正式轉移至負責公務員事務部長。
《2010年憲制改革及管治法令》將公務員事務部長管理公務員團隊的權力編纂為成文法則，包括任命公務員、發布《公務員行為守則》（Civil Service Code of Conduct）的權力，以及在公務員敍用委員會發布招聘原則前被諮詢的權利。該法令亦要求部長發布涉及特別顧問的行為守則，批准特別顧問的聘用條款，並發布有關為英國政府服務的特別顧問的年度報告。